# Risia Bazar
Risia Bazar é uma cidade e uma nagar panchayat no distrito de Bahraich, no estado indiano de Uttar Pradesh.

## Demografia
Segundo o censo de 2001, Risia Bazar tinha uma população de 11,128 habitantes. Os indivíduos do sexo masculino constituem 52% da população e os do sexo feminino 48%. Risia Bazar tem uma taxa de literacia de 43%, inferior à média nacional de 59.5%: a literacia no sexo masculino é de 49% e no sexo feminino é de 36%. Em Risia Bazar, 19% da população está abaixo dos 6 anos de idade.